# Duda (futebolista, 1980)
Sérgio Paulo Barbosa Valente mais conhecido como Duda (Porto, 27 de junho de 1980) é um ex-futebolista português que atuava como meia.

## Carreira
Duda tem toda sua carreira construida na Espanha, jogando pelo Sevilla, Levante e tendo duas passagens pelo Málaga.
Se aposentou na temporada 2017/2018 jogando pelo Málaga

## Seleção
Pela seleção lusa, esteve no plantel da Copa do Mundo de 2010.  